# Бернард, Рут
Рут Бернард (нем. Ruth Bernhard; 14 октября 1905 год — 18 декабря 2006 года) — американская женщина-фотограф немецкого происхождения.

## Молодость и образование
Родилась в Берлине. К 2 годам её родители развелись, и она встречалась с матерью только дважды. Воспитана двумя сёстрами школьного учителя и их матерью. Отец Рут, Люциан Бернард, был известен, как дизайнер постеров и шрифтов, многие из которых носят его имя и до сих пор используются. Люциан Бернард был главным сторонником работы Рут Бернард и часто давал ей советы.
Бернард изучала историю искусств и типографию в Берлинской академии художеств с 1925 по 1927 годы, прежде чем переехать в Нью-Йорк, чтобы присоединиться к отцу. Преподавала в Калифорнийском университете с 1958 года, а также давала лекции, занятия и семинары по всей территории Соединённых Штатов.

## Карьера в фотографии
В 1927 году Бернард переехала в Нью-Йорк, где уже жил её отец. Работала ассистентом у Ральфа Штайнера в журнале «Delineator», но он уволил её за равнодушное отношение к работе. За деньги, полученные от компенсации при увольнении, Бернард купила собственный фотоаппарат. К концу 1920-х годов, живя на Манхэттене, Бернард активно участвовала в лесбийской субкультуре художественного сообщества, подружившись с фотографом Беренис Эбботт и её любовницей, критиком Элизабет Маккосланд. Впервые осознание того, что её привлекают другие женщины, произошло в канун Нового 1928 года, когда она познакомилась с художницей Патти Лайт. Она писала о своих «бисексуальных выходках» в своих мемуарах. В 1934 году Бернард начала фотографировать обнажённых женщин. Это была бы та форма искусства, в которой она в конечном счете стала известной. В 1935 году она случайно встретила Эдварда Уэстона на пляже в Санта-Монике. Позже она скажет: 
Я не была готова, когда впервые увидела его фотографии. Это было ошеломляюще. Это была молния во тьме <…> здесь, передо мной, было неоспоримое доказательство того, что я считала возможным — чрезвычайно жизненно важный художник, среда которого была фотографией.
 Бернард была настолько вдохновлена работой Уэстона, что после встречи с ним в 1935 году переехала в Калифорнию, где он жил. В 1939 году Бернард вернулась в Нью-Йорк на 8 лет, и познакомилась с фотографом Альфредом Штиглицем.
Бернард была вдохновлена мелочами в её жизни. В интервью 1999 года на Photographers Forum Рут заявила: «Меня больше всего интересуют мелочи, которые никто не замечает, которые все считают бесполезными».
В 1934 году Рут получила заказ от Нью-Йоркского музея современного искусства (MoMA) на фотографирование работ для каталога выставки «Machine Art».

### Жизнь на западном побережье
К 1944 году она познакомилась и стала сотрудничать с художницей и дизайнером Эвелин Фимистер. Они переехали в Кармеле (штат Калифорния), и оставались вместе в течение следующих десяти лет. Здесь Бернард работала с группой F/64. Вскоре, найдя Кармел трудным местом для заработка на жизнь, они переехали в Голливуд, где Бернард сделала карьеру коммерческого фотографа. В 1953 году они переехали в Сан-Франциско, где Бернард стала коллегой таких фотографов, как Энсел Адамс, Имоджен Каннингем, Майнор Уайт и Уинн Баллок.
Большая часть работ Бернард сделаны в студии, от простых натюрмортов до сложных ню. В 1940-х годах она работала с конхиологом Жаном Швенгелем. Бернард работала в основном с чёрно-белой фотографией, хотя ходят неподтверждённые слухи, что она также поработала и с цветом. Также известна работами по лесбийской тематике, особенно работой «Две формы» (1962). В этой работе чернокожая женщина и белая женщина, которые были настоящими любовницами, показаны с обнаженными телами, прижатыми друг к другу.
Также она сотрудничала с Мелвином Ван Пиблсом (так же известным, как «Мелвин Ван»), тогда молодым водителем Канатный трамвай в Сан-Франциско. Ван Пиблс написал текст, а Бернард сделала фотографии для книги «Большое сердце» (The Big Heart) о трамвайных дорогах.
В начале 1980-х Бернард начала работать с Кэрол Уильямс, владелицей Photography West Gallery в Кармеле (штат Калифорния). Бернард сказала Уильямс, что она знала, что после её смерти будет книга с её фотографиями, но надеялась, что её можно будет опубликовать при жизни. Уильямс обратилась в Нью-Йоркское графическое общество и к нескольким другим издателям фото-книг, но ей сообщили, что «только Энсел Адамс может продавать черно-белые книги с фотографиями».
Бернард и Уильямс решили продать пять печатных изданий ограниченным тиражом, чтобы собрать необходимые средства для качественного издания книги с ню-работами. Ню-работы были выпущены Дэвидом Греем Гарднером из Gardner Lithograph (который также издавал книги Адамса) книгой с названием «Вечное тело» (The Eternal Body). Это издание стало лауреатом в номинации «Фото-книга года 1986» (Photography Book of the Year in 1986) от организации «Друзья фотографии» (Friends of Photography). Эта книга часто упоминалась Рут Бернард, как неизмеримая помощь её будущей карьере и общественному признанию. «Вечное тело» было переиздано Chronicle Books, и позже ещё раз, как роскошное лимитированное издание в честь празднования столетия Рут Бернард в октябре 2005 года. Кэрол Уильямс говорила, что Рут Бернхард побудила её заняться издательством книг, и впоследствии опубликовала несколько других фотографических монографий.
В 1980-х Бернард также начала работать с Джо Фолбергом. Фолберг купил Vision Gallery у Дугласа Эллиота, который основал её в 1979 году, в Сан-Франциско в 1982 году. Бернард и Фолберг работали вместе до смерти Фолберга. Галерея перешла Дебре Хеймердингер, которая стала работать в Северной Америке, и сыну Фолберга, — Нилу, — который переместил Vision Gallery в Иерусалим.
В 1967 году Бернард начала педагогическую карьеру. В этом же году она встретилась с полковником ВВС США Прайсом Райсом, афроамериканцем, который был на десять лет моложе её, и они стали любовниками. Они останутся вместе до его смерти в 1999 году. В свои 90 лет Бернард сотрудничала с биографом Маргареттой К. Митчелл в книге «Рут Бернард, между искусством и жизнью» (Ruth Bernhard, Between Art and Life), публично раскрывая её многочисленные отношения с женщинами и мужчинами на протяжении всей её жизни.
В 1984 году Бернард работала с режиссёром Робертом Берриллом над её автобиографическим фильмом под названием «Иллюминация: Рут Бернхард, фотограф». Премьера фильма состоялась в 1989 году в театре Кабуки в Сан-Франциско и на местной станции службы общественного вещания KQED в 1991 году.
Бернард была включена в Национальное женское собрание по искусству (National Women’s Caucus for Art) в 1981 году. Энсел Адамс назвал Бернард «величайшим фотографом обнаженной натуры».
Бернард умерла в Сан-Франциско в возрасте 101 года.

## Публикации
- Bernhard, Ruth. Collecting Light: The Photographs of Ruth Bernhard. Edited by James Alinder. Carmel, Calif.: Friends of Photography, 1979
- Bernhard, Ruth. Gift of the Commonplace. Carmel Valley, Calif.: Woodrose Publications / Center for Photographic Art, 1996. ISBN 0-9630393-5-0
- Bernhard, Ruth. The Eternal Body: A Collection of Fifty Nudes. Carmel, Calif.: Photography West Graphics, 1986. San Francisco: Chronicle, 1994. Essay by Margaretta K. Mitchell. ISBN 0-8118-0801-7 ISBN 0-8118-0826-2
- Van, Melvin, and Ruth Bernhard. The Big Heart. San Francisco: Fearon, 1957.
- Mitchell, Margaretta K., and Ruth Bernhard. Ruth Bernhard: between art and life. San Francisco: Chronicle, 2000. Print.

## Награды
- 1976 Dorothea Lange Award by the Oakland Museum[14]
- 1987 Distinguished Career in Photography Award. Society of Photographic education. Midwest Regional Conference, Chicago, Illinois November 8, 1987[14]
- 1990 Presidential Citation for Outstanding Service to Utah State University. Logan, Utah, October 25, 1990[14]
- 1994 Cyril Magnin Award for Distinguished Service in Photography. Presented by the San Francisco Chamber of Commerce[14]
- 1996 Lifetime Achievement Award. Women’s Caucus for Art. California Regional Chapter, Presented at Mills College, Oakland, March 30, 1996[14]
- 1997 Honorary Doctor of Humane Letters. The Academy of Art, San Francisco, June 1, 1997[14]
- 2003 Lucie Awards for achievement in fine art[29]

## Персональные выставки
- 1936: Jake Zeitlin Gallery, Los Angeles[30]
- 1936: Pacific Institute of Music and Art, Los Angeles, Eye Behind the Camera[31]
- 1938: P.M. Gallery, New York[30]
- 1956: Institute for Cultural Relations, Mexico City[31]
- 1986: San Francisco Museum of Modern Art The Eternal Body[31]
- 2014: Peter Fetterman Gallery The Eternal Nude[32]

## Коллекции
Работы Бернард хранятся в следующих постоянных коллекциях:
- Художественный музей Индианаполиса, Индиана[33]
- Музей Гетти, Лос-Анджелес, Калифорния[34]
- Museum of Contemporary Photography at Columbia College Chicago, Иллинойс[35]
- Портлендский художественный музей, Орегон[36]
- Музей искусств Сан-Хосе, Калифорния
- Minneapolis Institute of Art, Миннесота[37]
- International Photography Hall of Fame, Сент-Луис, Миссури[38]